# Markvarec (Hřivice)
Markvarec je vesnice, část obce Hřivice v okrese Louny. Nachází se asi 2,5 kilometru západně od Hřivic a třináct kilometrů od Loun. V roce 2011 zde trvale žilo 82 obyvatel.
Markvarec leží v katastrálním území Markvarec u Hřivic o rozloze 3,67 km². Leží v nadmořské výšce 408 metrů nad mořem. Jedná se tak po Horním Záhoří o druhou nejvýše položenou vesnici v okrese Louny.

## Název

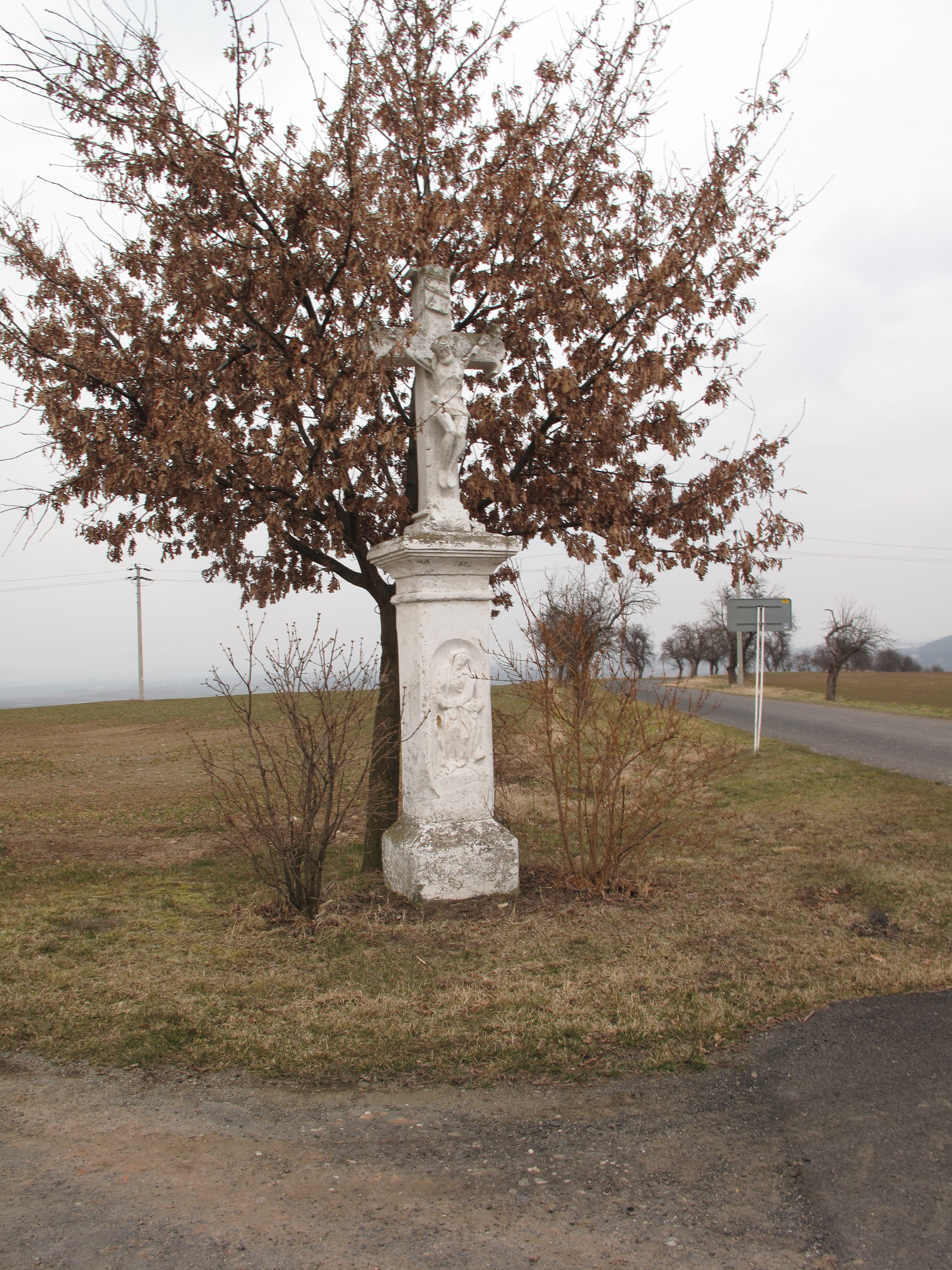
Kamenný kříž s reliéfem Panny Marie Sedmibolestné

Existují dvě varianty vzniku názvu vesnice. Podle jedné je odvozen z osobního jména Markvart ve významu Markvartův dvůr. Podle druhé je složen z německých slov mark (pohraniční území) a wart (strážce), tedy strážní místo na hranicích. V historických pramenech se název objevuje ve tvarech: Markwarecz (1420), Markvartec (1523), w Markwarczy (1549) a Marwarecz (1628).

## Historie
První písemná zmínka o vsi pochází z roku 1420, ale vesnice je zřejmě starší a byla založena ve druhé kolonizační vlně ve 14. století. V roce 1420 totiž císař Zikmund Lucemburský zastavil vesnice Solopysky a Markvarec, které dříve patřily benediktinskému klášteru Porta Apostolorum v Postoloprtech, v květnu téhož roku vypálenému husity, Herbertovi z Kolovrat. Ten sídlil na nedalekém Ročově.
Markvarec byl připojen ke kolovratskému panství Pravda. Drobné majetky v Markvarci měly i jiné vrchnosti, mj. i měšťané. Listinou z 11. října 1524 prodal Jan z Kolovrat Markvarec Děpoltovi z Lobkovic. Jeho syn Kryštof Ladislav spojil Solopysky, Markvarec a Konětopy do jednoho dominia. Tento stav přetrval třicetiletou válku. Ta však přinesla pro Markvarec pohromu. Podle berní ruly z roku 1654 bylo ve vsi celkem osm hospodářství: jedno větší, selské, zbývající chalupnické. Sedlák se jmenoval Daniel Špik, chalupníci Mikuláš Klatovský, Kryštof Pek a Václav Vítek. Zbývající čtyři statky byly pusté. Středověký rozsah Markvarce se nezměnil ani v polovině 18. století, v době provádění tereziánského katastru. Stále zde stálo jen devět statků poplatných berní. Již v té době zde žila rodina Křivánků. Anna Křivánková se provdala do Cítolib, kde se jí v roce 1752 narodil syn Jakub Lokaj, člen Cítolibské skladatelské školy.
První přesný údaj o počtu domů a obyvatel Markvarce přináší topografie Žateckého kraje J. E. Ponfikla z roku 1828. V 18 domech tehdy žilo 128 obyvatel. Po uzákonění obecního zřízení v roce 1850 byl vytvořený společný obecní úřad pro Markvarec, Solopysky a Konětopy se sídlem v posledně jmenované vesnici. V roce 1913 ale Okresní úřad v Lounech povolil pro Markvarec vznik samostatného obecního úřadu. Vlastní samosprávu měl Markvarec až do správní reformy roku 1960. Od té doby je Markvarec místní částí Hřivic. Obecní kronika ani písemnosti obecního úřadu se ale nedochovaly.
V roce 1901 byla ve vsi postavena expozitura školy ve Hřivicích, k jejímu otevření došlo o rok později. Škola fungovala až do roku 1946. Nejstarší spolek ve vsi, Sbor dobrovolných hasičů, vznikl roku 1908. Hasiči pořádali na Markvarci první ochotnická představení. Za první republiky působila na Markvarci odbočka Českého chmelařského spolku – podobně jako v sousedních vesnicích byl i na Markvarci chmel významnou plodinou. Z národnostního hlediska byla vesnice vždy česká. Nejvíce obyvatel zde žilo v roce 1930, celkem 209.

## Obyvatelstvo
|                                                                       | 1869 | 1880 | 1890 | 1900 | 1910 | 1921 | 1930 | 1950 | 1961 | 1970 | 1980 | 1991 | 2001 | 2011 |
| --------------------------------------------------------------------- | ---- | ---- | ---- | ---- | ---- | ---- | ---- | ---- | ---- | ---- | ---- | ---- | ---- | ---- |
| Obyvatelé                                                             | 173  | 176  | 179  | 185  | 197  | 201  | 209  | 152  | 146  | 118  | 87   | 52   | 46   | 82   |
| Domy                                                                  | 27   | 29   | 33   | 35   | 39   | 41   | 46   | 82   | .    | 39   | 36   | 54   | 53   | 58   |
| Počet domů z roku 1961 je zahrnut v celkovém počtu domů obce Hřivice. |      |      |      |      |      |      |      |      |      |      |      |      |      |      |

## Pamětihodnosti
- přírodní památka Kozinecká stráň – fragmenty teplomilné doubravy s řadou význačných chráněných druhů rostlin a s bohatou populací třemdavy bílé
- stavby z opuky
- zvonička z 19. století (původně v ní stála socha svatého Jana Nepomuckého)[7]
- bývalá jednotřídní škola z roku 1901 slouží jako sídlo místní knihovny[12]
- schwarzenberská myslivna na okraji obce směrem na Konětopy
- kamenný kříž s reliéfem Panny Marie Sedmibolestné – stojí před obcí, pochází z 19. století[7]
- pomník obětem první světové války před knihovnou
- Jižně od vesnice se nachází pozůstatky nedatovaného hradiště, z jehož opevnění se částečně dochoval val a příkop. Na lokalitě byly nalezeny keramické střepy, které byly orientačně datovány do pravěku.[13]
- Podél jižního úbočí Markvarecké roviny vede naučná stezka U Petra a Pavla.

## Galerie

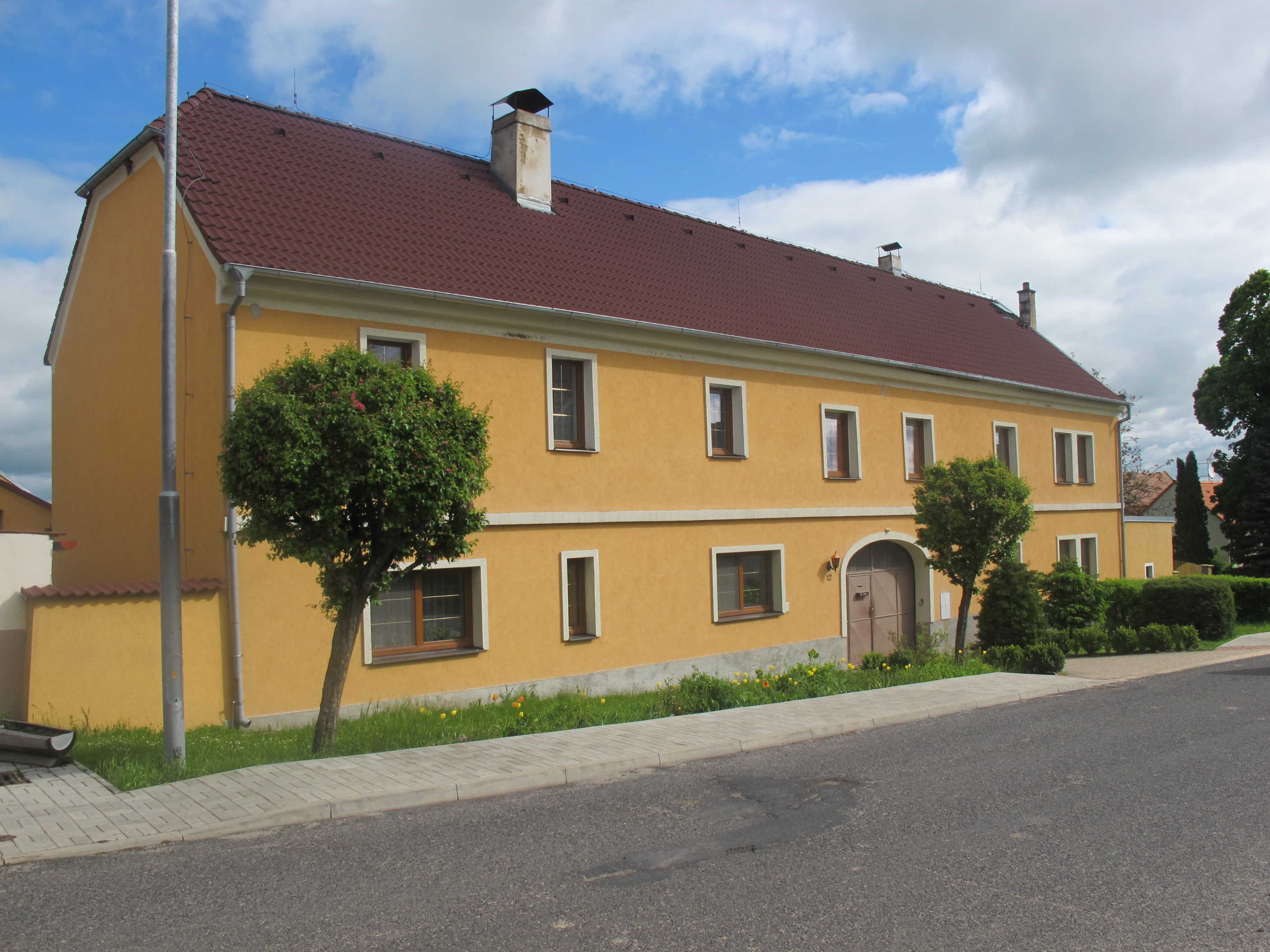
Dům čp. 12 na návsi zvaný U Kleinů
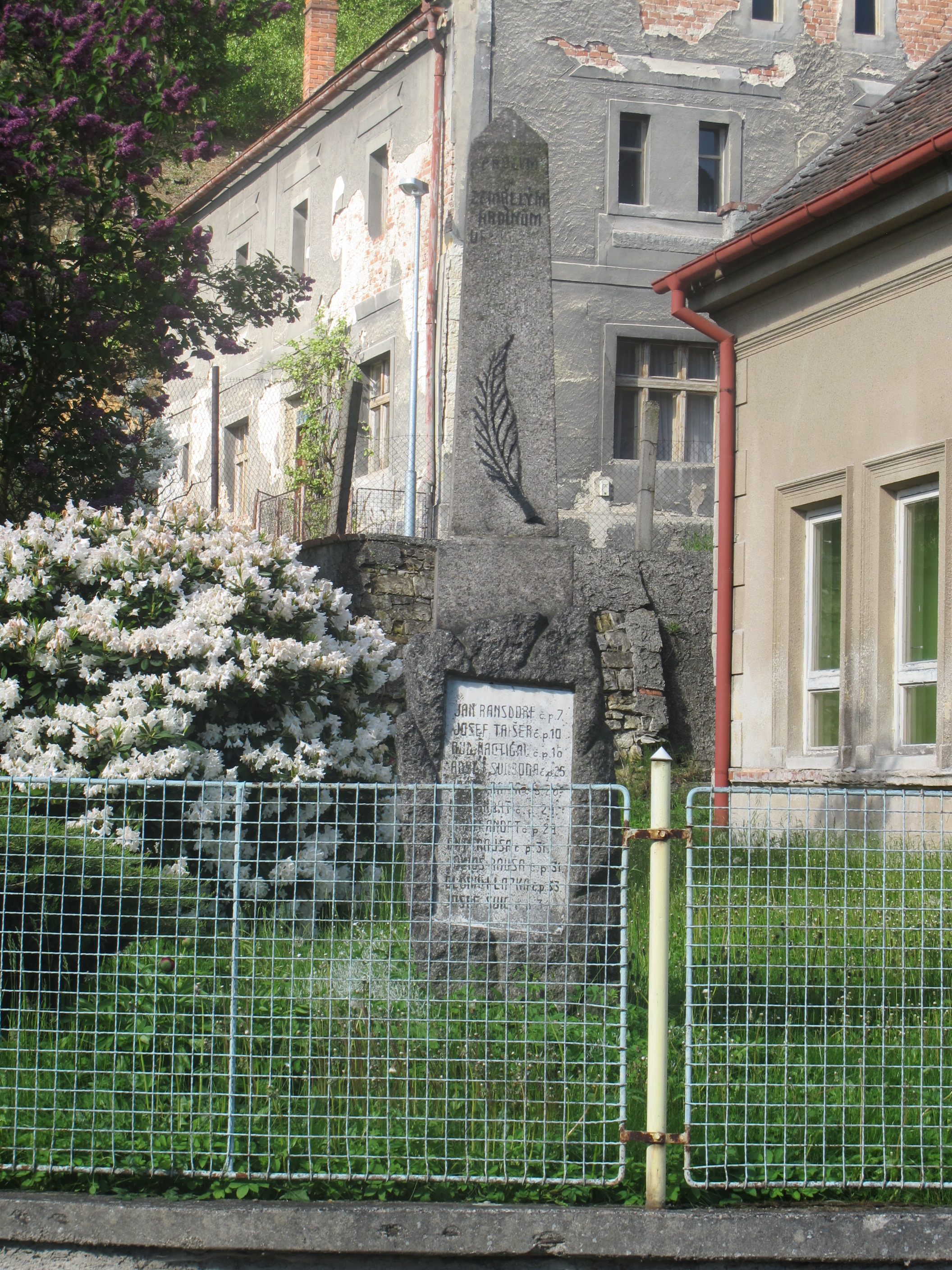
Památník padlým v první světové válce
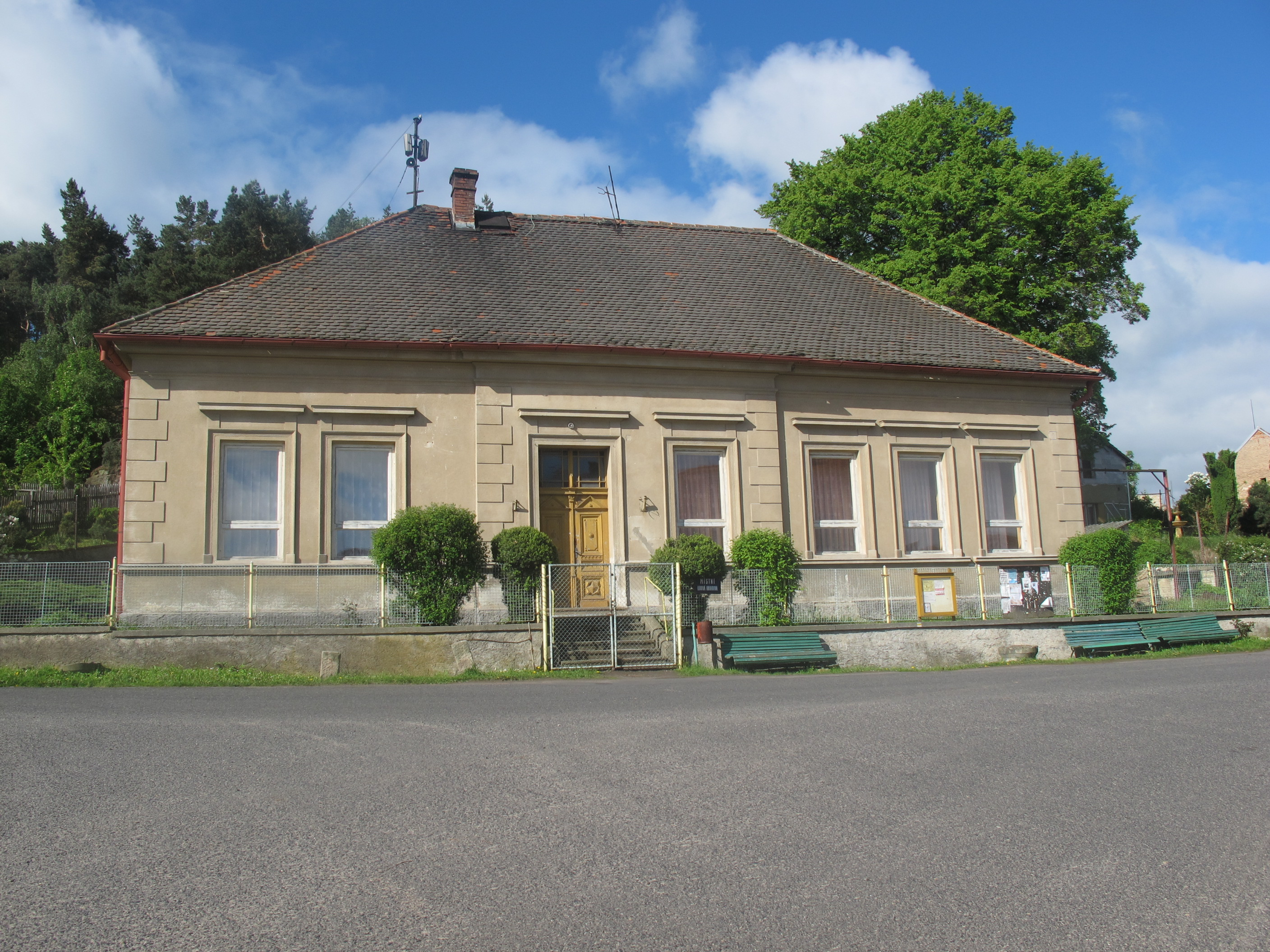
Bývalá škola z roku 1901
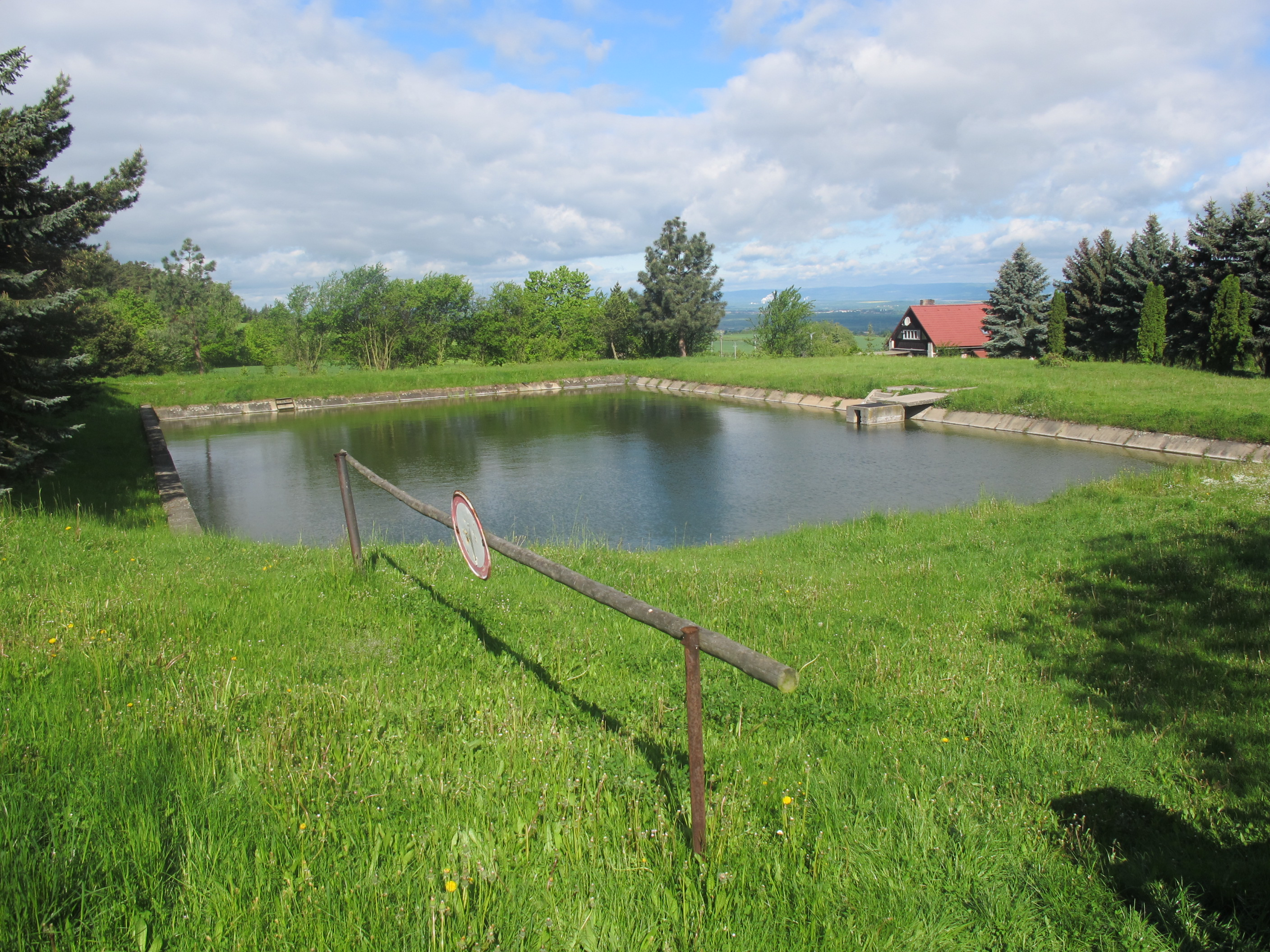
Markvarecké koupaliště